# Lerala
Lerala est une ville du Botswana qui fait partie du District central. Elle est proche de la frontière avec le Zimbabwe.
Lors du recensement de 2011, Lerala comptait 6 871 habitants.